# گوشه‌گیر نوک‌بزرگ
گوشه‌گیر نوک‌بزرگ (نام علمی: Phaethornis malaris) نام یک گونه از سرده گوشه‌گیرمرغ‌ها است.